# Соколовы
Соколо́вы — русские дворянские роды.
В Гербовник внесены шесть фамилий Соколовых:
1. Потомство Максима Корнеевича Соколова, верстанного поместным окладом в 1675 г. (Герб. Часть VII. № 121).
2. Виктор Павлович Соколов, признанный в дворянстве в 1844 г. (Герб. Часть XIV. № ?).
3. Николай Николаевич Соколов, признанный в дворянстве в 1878 г. (Герб. Часть XIII. № 178).
4. Валентин Александрович Соколов, признанный в дворянстве по ордену, жалованному ему в 1880 г. (Герб. Часть XIV. № 95).
5. Павел Соколов (Герб. Часть XIV. № 42).
6. Потомство Андрея Соколова (Герб. Часть XIX. № 132.)[1][2].

## История
Согласно историческим документам, истоком первого дворянского рода является
Максим Корнеев сын Соколов, за службу в 1675 году вёрстан поместным окладом. Равным образом и другие многие сего рода Соколовы, служили Российскому Престолу в разных чинах и владели недвижимым имением, и потому оный род по Именному ЕГО ИМПЕРАТОРСКОГО ВЕЛИЧЕСТВА ВЫСОЧАЙШЕМУ указу от 18.10.1800, последовавшему на докладе Правительствующего Сената подтверждён в дворянском достоинстве.

## Описание гербов

#### Герб. Часть VII. № 121.
Герб потомства Максима Корнеевича Соколова: щит разделён на четыре части, из коих в первой в чёрном поле изображены три серебряные шестиугольные звезды, а внизу оных в красном поле перпендикулярно четыре золотые полосы. Во второй в голубом поле серебряный сокол держит в когтях птицу. В третьей в голубом же поле золотой сноп. В четвёртой части в красном поле перпендикулярно означены четыре золотые полосы, а внизу в чёрном поле изображены три серебряные шестиугольные звезды.
Щит увенчан дворянским шлемом и короной, на поверхности которой между двумя чёрными крыльями означен золотой сноп. Намёт на щите голубой, подложенный золотом.

#### Герб. Часть XIII. № 178.
Герб титулярного советника Николая Николаевича Соколова: в голубом щите серебряный сокол с красными глазами, языком и когтями, обращенный вправо. На его груди красный греческий крест. Над щитом дворянский коронованный шлем славянской формы. Нашлемник — взлетающий серебряный сокол с красными глазами, языком и когтями, обращенный вправо. На его груди красный греческий крест. Намёт — голубой с серебром.

#### Герб. Часть XIV. № 42.
Герб лейтенанта Павла Соколова: в чёрном щите вертикально четыре золотых полосы. В голубой главе щита горизонтально три серебряных шестиконечных звезды. Над щитом дворянский коронованный шлем. Нашлемник — два чёрных орлиных крыла, между ними золотой сокол, обращенный вправо, с красными глазами, клювом и когтями. Намёт чёрный с золотом.

#### Герб. Часть XIV. № 95.
Герб действительного статского советника Валентина Соколова: в серебряном щите чёрное стропило. На нём три золотые, круглые, византийские монеты. Над стропилом, в верхних углах щита по голубой раскрытой книге. Над стропилом красный сокол, обращенный вправо. Над щитом дворянский коронованный шлем. Нашлемник — красный сокол, обращенный вправо. Намёт: справа — красный с серебром, слева — чёрный с серебром.

#### Герб. Часть XIX. № 132.
Герб потомства протоиерея Андрея Соколова: в серебряном щите на зелёной скале сокол натурального цвета, попирающий чёрного змея с красными глазами и языком, держащий в лапе золотой меч. Над щитом дворянский коронованный шлем. Нашлемник — три страусовых пера: среднее — чёрное, правое — серебряное, левое золотое. Намёт справа чёрный с золотом, слева чёрный с золотом.

## Известные представители
- Соколов Григорий Борисович — стряпчий (1692).
- Соколов Родион Иванович — стряпчий (1692)[3].